# Bahnstrecke Weißenfels–Zeitz
| |                                                |                                    |                                    |
| Streckennummer (DB): | 6306                                           |                                    |                                    |
| Kursbuchstrecke (DB): | 551                                            |                                    |                                    |
| Kursbuchstrecke: | 161 (1934)                                     |                                    |                                    |
| Streckenlänge: | 31,258 km                                      |                                    |                                    |
| Spurweite: | 1435 mm (Normalspur)                           |                                    |                                    |
| Streckenklasse: | CM4 (Weißenfels–Teuchern) CM2 (Teuchern–Zeitz) |                                    |                                    |
| Minimaler Radius: | 390 m                                          |                                    |                                    |
| Streckengeschwindigkeit: | 100 km/h                                       |                                    |                                    |
| |                                                |                                    |                                    |
| \| \| \| von Halle (Saale) Hbf \| \| \| \| 0,037 \| Weißenfels \| Weißenfels \| \| \| \| Saale \| \| \| \| \| nach Bebra \| \| \| \| 3,884 \| Weißenfels West \| Weißenfels West \| \| \| \| Bundesstraße 87 \| \| \| \| 6,051 \| Langendorf \| Langendorf \| \| \| 9,395 \| Prittitz \| Prittitz \| \| \| \| Bundesautobahn 9 \| \| \| \| \| von Naumburg (Saale) Hbf \| \| \| \| 15,648 \| Teuchern \| Teuchern \| \| \| \| von Großkorbetha \| \| \| \| 20,240 \| Deuben (b Zeitz) (ehem. Bf) \| Deuben (b Zeitz) (ehem. Bf) \| \| \| \| Anschlussbahn Tagebau Profen \| \| \| \| \| Anschlussbahn Brikettfabrik Deuben \| \| \| \| 22,166 \| Luckenau \| Luckenau \| \| \| 24,625 \| Theißen \| Theißen \| \| \| \| Bundesstraße 2 \| \| \| \| \| von Leipzig \| \| \| \| \| Landesstraße 244 \| \| \| \| \| von Altenburg \| \| \| \| 31,295 \| Zeitz \| Zeitz \| \| \| \| nach Osterfeld \| \| \| \| \| nach Probstzella \| \| |                                                |                                    |                                    |
| Strecke |                                                | von Halle (Saale) Hbf              | von Halle (Saale) Hbf              |
| Bahnhof | 0,037                                          | Weißenfels                         | Weißenfels                         |
| Brücke über Wasserlauf |                                                | Saale                              | Saale                              |
| Abzweig geradeaus und nach rechts |                                                | nach Bebra                         | nach Bebra                         |
| Haltepunkt / Haltestelle | 3,884                                          | Weißenfels West                    | Weißenfels West                    |
| Strecke mit Straßenbrücke |                                                | Bundesstraße 87                    | Bundesstraße 87                    |
| Haltepunkt / Haltestelle | 6,051                                          | Langendorf                         | Langendorf                         |
| Bahnhof | 9,395                                          | Prittitz                           | Prittitz                           |
| Strecke mit Straßenbrücke |                                                | Bundesautobahn 9                   | Bundesautobahn 9                   |
| Abzweig geradeaus und von rechts |                                                | von Naumburg (Saale) Hbf           | von Naumburg (Saale) Hbf           |
| Bahnhof | 15,648                                         | Teuchern                           | Teuchern                           |
| Abzweig geradeaus und ehemals von links |                                                | von Großkorbetha                   | von Großkorbetha                   |
| Haltepunkt / Haltestelle | 20,240                                         | Deuben (b Zeitz) (ehem. Bf)        | Deuben (b Zeitz) (ehem. Bf)        |
| Abzweig geradeaus und von links |                                                | Anschlussbahn Tagebau Profen       | Anschlussbahn Tagebau Profen       |
| Abzweig geradeaus und von links |                                                | Anschlussbahn Brikettfabrik Deuben | Anschlussbahn Brikettfabrik Deuben |
| Haltepunkt / Haltestelle | 22,166                                         | Luckenau                           | Luckenau                           |
| Bahnhof | 24,625                                         | Theißen                            | Theißen                            |
| Strecke mit Straßenbrücke |                                                | Bundesstraße 2                     | Bundesstraße 2                     |
| Abzweig geradeaus und von links |                                                | von Leipzig                        | von Leipzig                        |
| Brücke |                                                | Landesstraße 244                   | Landesstraße 244                   |
| Abzweig geradeaus und von links |                                                | von Altenburg                      | von Altenburg                      |
| Bahnhof | 31,295                                         | Zeitz                              | Zeitz                              |
| Abzweig geradeaus und ehemals nach links |                                                | nach Osterfeld                     | nach Osterfeld                     |
| Strecke |                                                | nach Probstzella                   | nach Probstzella                   |

Die Bahnstrecke Weißenfels–Zeitz ist eine eingleisige Hauptbahn im Süden von Sachsen-Anhalt. Sie verläuft von Weißenfels über Teuchern nach Zeitz und war bis Dezember 2019 eine der Stammlinien der Burgenlandbahn.

## Geschichte
Die Weißenfels-Zeitzer Bahn wurde bereits 1859 zwischen Weißenfels, Zeitz und Gera von der Thüringischen Eisenbahn-Gesellschaft eröffnet. 1882 wurde die Betriebsführung von den Preußischen Staatseisenbahnen übernommen. In ihrer Anfangszeit diente die Strecke hauptsächlich dazu, Industriegüter aus Zeitz in Richtung Halle und Erfurt zu transportieren. Heute verbindet sie die Bahnstrecke Halle–Bebra und die Bahnstrecke Leipzig–Gera miteinander.
Nach dem Zweiten Weltkrieg wurde das zweite Gleis abgebaut. Zu DDR-Zeiten wurden unter anderem Zuckerrüben aus dem Thüringer Becken, Zement aus Karsdorf und Kohle aus dem Revier um Profen abgefahren. Die Strecke diente auch als Umleiterstrecke für die Thüringer Bahn. So fuhren in den 1980er Jahren, im Zuge des Ausbaus der Thüringer Bahn zwischen Naumburg und Weißenfels, zahlreiche planmäßige Güterzüge und internationale Schnellzüge zwischen Weißenfels und Teuchern.

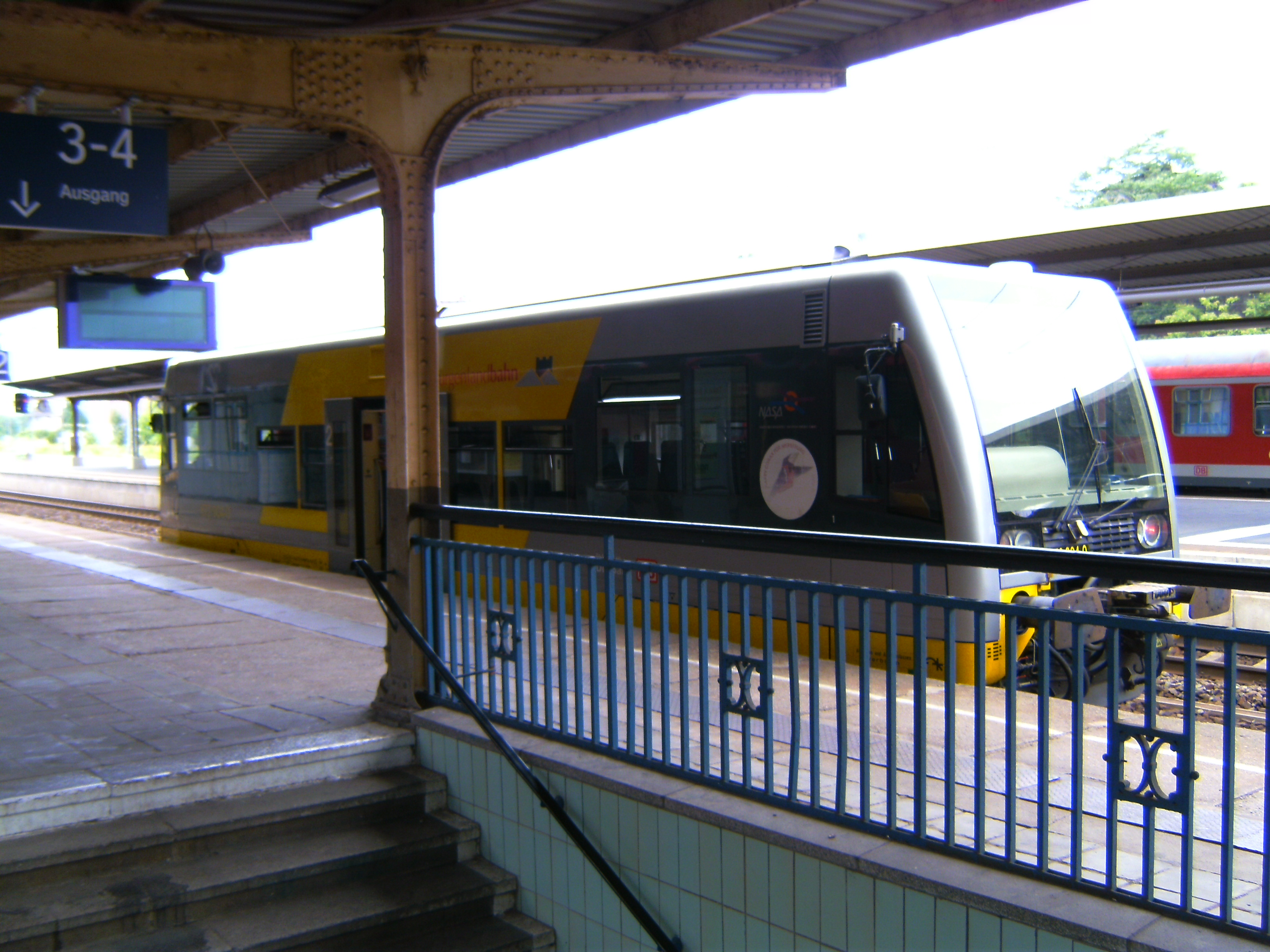
Zug der Burgenlandbahn in Weißenfels

Die Burgenlandbahn GmbH übernahm als gemeinsame Tochtergesellschaft von DB Regio AG und Karsdorfer Eisenbahngesellschaft zu Jahresbeginn 1999 den Betrieb. Die Strecke war Teil des Vertrags über das Netz Sachsen-Anhalt Süd mit dem Land Sachsen-Anhalt, der bis zum 31. Dezember 2006 lief. Der Personenverkehr wurde mit LVT/S der Burgenlandbahn durchgeführt. Dabei wurde zunächst jeder zweite aus Weißenfels kommende Triebwagen mit dem aus Naumburg kommenden vereinigt und in der Gegenrichtung wieder getrennt. Der Fahrplan von 1999 führt demzufolge noch einen konsequenten Stundentakt mit zweistündlichen Direktverbindungen von und nach Naumburg auf. Im Dezember 2010 wurde der Reisezugverkehr auf dem Naumburger Ast eingestellt.
Nach der 2003 durchgeführten zweiten Ausschreibung wurde das Netz erneut an die mittlerweile reine DB-Tochter Burgenlandbahn für weitere zwölf Jahre bis 2018 vergeben. Dieser Vertrag wurde im Januar 2017 verlängert und lief noch bis zum 14. Dezember 2019.
Die Strecke war nicht im Dieselnetz Sachsen-Anhalt enthalten, sondern wurde 2017 gemeinsam mit der Strecke Merseburg–Mücheln–Querfurt ausgeschrieben. Die DB Regio erhielt im Oktober 2018 den Zuschlag für das neue Netz Elster-Geiseltal und bedient die Strecke bis Dezember 2024 mit Triebwagen der Baureihe 641, ohne jedoch die Marke Burgenlandbahn fortzuführen.
Am 22. Oktober 2022 wurde bekanntgegebenen, dass die Erfurter Bahn die Strecke von Dezember 2024 bis Dezember 2032 als Teil des Dieselnetz Ostthüringen betreiben wird.

## Verkehr
Heute verkehren die Personenzüge mit einem Grundtakt von zwei Stunden, der an Werktagen verdichtet wird. Im Güterverkehr werden bedarfsweise Kesselwagenzüge von Großkorbetha in Richtung Gera/Lederhose gefahren.

## Streckenbeschreibung
Westlich vom Bahnhof Weißenfels zweigt die Strecke von der in Richtung Naumburg (Saale) führenden Hauptstrecke der Thüringer Bahn nach Süden ab und überquert in getrennten, parallel führenden Brückenbauwerken die beiden Saalearme.
Danach umfährt die Strecke in einem Vollbogen (Durchmesser rund 1000 Meter) den Weißenfelser Stadtteil Beuditz westlich. Die Strecke wendet sich dann nach Süden, passiert Langendorf und erreicht den nördlich Prittitz liegenden gleichnamigen Haltepunkt. Von dort verläuft die Strecke nach Südosten, unterquert die Bundesautobahn 9 und erreicht Teuchern, wo von Südwesten kommend die Bahnstrecke Naumburg–Teuchern einmündet. Zwischen Teuchern und Deuben mündete die teilweise stillgelegte Bahnstrecke Großkorbetha–Pörsten–Hohenmölsen–Deuben ein. In Deuben bestehen Anschlussbahnen an die Braunkohleindustrie (Brikettfabrik, Kraftwerk) der MIBRAG. Danach umfährt die Strecke die historische Grube Louise bei Theißen. Die dortige Eisenbahnkreuzung mit der Bundesstraße 91 verursachte noch in den 1990er Jahren häufig Staus. In einem Rechtsbogen wendet sich die Bahnstrecke nach Süden und mündet in die Bahnstrecke Leipzig–Gera ein, welche im Tal der Weißen Elster verläuft. Bis zum Bahnhof Zeitz durchqueren Streckenäste den Rangierbahnhof Zeitz-Aylsdorf, wo die Bahnstrecke Altenburg–Meuselwitz–Zeitz einmündet.